# 悟空單車
悟空單車，是一家中国共享单车公司。

## 历史
2017年1月7日創辦，2017年6月13日宣佈停辦，總部位于重慶渝北区。業務为單車出行手機预约服務。
悟空單車由雷厚義創辦，開辦期間曾在重慶開辦單車業務。但隨後因投資方案未達到預期效果及亏损。另外，因車身与Ofo小黄车相似，因此投放營運的单车有百分之九十五都失踪了。所以2017年6月13日，悟空單車正式宣佈停辦單車業務。亦成為中國大陸第一間倒闭的共享單車公司。

## 相关报道
- 运营不到半年的“悟空单车”宣布关闭，共享单车小玩家还有机会吗？ 投资潮 （2017-06-19）
- 首家倒闭共享单车创始人:打不赢了 90%车已找不到 網易 （2017-06-19）